# Timor Est ai Giochi della XXXII Olimpiade
Timor Est ha partecipato ai Giochi della XXXII Olimpiade, che si svolsero a Tokyo, Giappone, dal 23 luglio all'8 agosto 2021 (inizialmente previsti dal 24 luglio al 9 agosto 2020 ma posticipati per la pandemia di COVID-19) con tre atleti, due uomini e una donna
Si è trattato della quinta partecipazione di questo paese ai Giochi estivi.

## Delegazione
| Sport            | Uomini | Donne | Totale |
| ---------------- | ------ | ----- | ------ |
| Atletica leggera | 1      | 0     | 1      |
| Nuoto            | 1      | 1     | 2      |
| Totale           | 2      | 1     | 3      |

## Atletica leggera
| Q | Qualificato al turno successivo per la posizione in qualificazione                                                           |
| q | Qualificato per il turno successivo per ripescaggio o, negli eventi su campo, conquistando la misura minima per qualificarsi |

Maschile
Eventi su pista e strada
| Atleta             | Evento       | Batteria  | Batteria  | Semifinale      | Semifinale      | Finale          | Finale          |
| Atleta             | Evento       | Risultato | Posizione | Risultato       | Posizione       | Risultato       | Posizione       |
| ------------------ | ------------ | --------- | --------- | --------------- | --------------- | --------------- | --------------- |
| Felisberto de Deus | 1500 m piani | 3:51.03   | 16°       | non qualificato | non qualificato | non qualificato | non qualificato |

## Nuoto
| Atleta               | Gara                            | Batterie | Batterie | Semifinali      | Semifinali      | Finale          | Finale          |
| Atleta               | Gara                            | Tempo    | Pos.     | Tempo           | Pos.            | Tempo           | Pos.            |
| -------------------- | ------------------------------- | -------- | -------- | --------------- | --------------- | --------------- | --------------- |
| José da Silva Viegas | 50 m stile libero maschili      | 28"59    | 72°      | non qualificato | non qualificato | non qualificato | non qualificato |
| Imelda Ximenes Belo  | 50 metri stile libero femminili | 32"89    | 78ª      | non qualificato | non qualificato | non qualificato | non qualificato |